# 존 헤론
존 헤론(John W. Heron, 1856년 6월 15일 ~ 1890년 7월 26일)은 미국의 북장로교 소속 선교사이자 의사이다. 한국 이름은 혜론(蕙論)이다. 개신교 선교사로서는 최초로 조선에 파견 선교사로 임명받았다.(1884년 봄) 그러나 조선 정국이 불안하다는 선교회의 판단에 따라 일정이 지체되어 알렌이나 언더우드보다 방한이 늦어지고 말았다.

## 생애
1858년 영국 더비셔주에서 태어나, 1870년 5월 가족들과 함께 미국 테네시주의 녹스벌로 이주하였다. 테네시주의 메리빌 대학 의학과를 졸업하고, 그 이후 테네시 대학교 의과대학에 진학했다. 1883년 뉴욕 대학교 의과대학에 들어가, 블랙웰 아일랜드 병원에서 실습하면서 의사자격시험에 합격하였다.
1884년 봄에 미국 장로교 최초로 조선에 파견될 선교사로 임명되었다. 1885년 4월 23일 아칸소 존즈버러에서 동업하던 사람의 딸인 해리엇 엘리자베스 깁슨과 결혼하였다. 같은 해 5월 1일 미국을 떠나 일본으로 향했다. 일본에 입국하여 그곳에 체류중이던 조선 관리 이수정을 만나 조선말을 배우고 풍속을 익히고, 같은 해 6월 20일 다른 선교사들과 함께 조선 제물포(지금의 인천)에 도착하였다.
6월 21일 한성부(지금의 서울)에 들어갔고, 다음 날에 호러스 뉴턴 앨런 집을 방문하였다. 제중원에서 의료선교 봉사를 하였고 1887년 9월 앨런이 외교관으로 직업을 바꿔 미국에 돌아가자 고종의 주치의가 되었고 후임 2대 제중원 원장으로도 취임하였다.
1890년 7월 26일 전염성 이질로 사망하였다. 3일후 개신교 선교사로서는 최초로 양화진에 묻혔다. 향년 33세였고 젊음 부인과 두 딸을 남겨둔 상태였다. 사망 당시 서울에는 각종 전염병이 창궐했으며 과중한 업무와 방문진료 때문에 과로로 지친 가운데 병을 얻었다고 한다.
묘비에는 "하나님의 아들이 나를 사랑하시고, 나를 위하여 자신을 주셨다"라고 쓰여 있다.
2019년 5월 연세대 의과대학에서는 임상의학연구센터 1층에 헤론기념관을 개관했다. 기념관엔 헤론의 묘비석과 일대기, 조선정부로부터 종2품 가선대부에 임명될 때 받은 교지 등이 전시돼 있다.

## 같이 보기
- 제중원

## 참고 문헌
- 도심 속의 이방지대 서양식 묘지와 순교성지[깨진 링크(과거 내용 찾기)] - 하이서울뉴스
- 양화진에 잠든 헤론을 그리며 - 국민일보
- 《양화진선교사열전》- 병자들의 친구 헤론 (전택부 지음, 홍성사) ISBN 8936506994
- 《제중원》- 안련과 헤론시기의 제중원 (박형우 지음, 몸과마음) ISBN 8989418178